# 米夏埃尔·布赫海姆
米夏埃尔·布赫海姆（德語：Michael Buchheim，1949年10月12日—），德国前男子射击运动员。他曾代表东德参加1972年夏季奥林匹克运动会射击比赛，获得双向飞碟铜牌。